# Joachim-Frédéric de Schleswig-Holstein-Plön
Joachim Frédéric de Schleswig-Holstein-Plön, (en allemand : Joachim Friedrich von Schleswig-Holstein-Plön, né le 9 mai 1668, décédé le 25 janvier 1722) est duc de Schleswig-Holstein-Plön de 1706 à 1722.

## Famille
Il est le fils d'Auguste de Schleswig-Holstein-Sonderbourg-Plön-Norbourg et d'Élisabeth Charlotte d'Anhalt-Harzgerode.

### Mariages et descendance
En 1704, Joachim Frédéric de Schleswig-Holstein-Plön épouse Madeleine de Birkenfeld-Gelnhausen (†1720), (fille de Jean de Birkenfeld-Gelnhausen)
Quatre enfants sont nés de cette union :
- Charlotte de Schleswig-Hosltein-Plön (1709-1786)
- Élisabeth de Schleswig-Holstein-Plön (1711-1715)
- Dorothée de Schleswig-Holstein-Plön (1712-1768), elle entra dans les ordres
- Christine de Schleswig-Holstein-Plön (1713-1778), en 1735, elle épousa le comte Albert de Hohenlohe (†1744). Veuve, elle épousa en 1749 Louis-Frédéric de Saxe-Hildburghausen (†1759).

Veuf, Joachim Frédéric de Schleswig-Holstein-Plön épouse en 1721 Julienne-Louise de Frise orientale (1698-1740), fille de Christian-Eberhard de Frise orientale.

## Généalogie
Joachim Frédéric de Schleswig-Holstein-Plön appartient à la troisième branche issue de la première lignée de la Maison de Schleswig-Holstein-Sonderbourg, elle-même issue de la Maison d'Oldenbourg. Il hérite de la principauté de Schleswig-Holstein-Plön  en 1706 à la mort à l'âge de 4 ans de Léopold Auguste de Schleswig-Holstein-Plön. Cette famille s'éteignit en 1761 au décès de son neveu Frédéric Charles de Schleswig-Holstein-Plön.